# ヴォイス・オブ・ザ・ハート
『ヴォイス・オブ・ザ・ハート』（Voice of the Heart）は、カーペンターズが1983年に発表したアルバム。カレン・カーペンター没後としては初のリリースとなった。

## 解説
カレンは、1981年末より神経性無食欲症の治療に専念するが、一時帰宅していた1982年4月21日、兄リチャード・カーペンターと共に生涯最後のレコーディングを行い、本作収録の「ナウ」を録音。そして、1983年2月4日、カレンは急死してしまった。リチャードは、前述の「ナウ」に、カレンが唯一のソロ・アルバム（1996年に『遠い初恋』として発表される）で取り上げた「遠い初恋」のカーペンターズ・ヴァージョン等のアウトテイクを加え、本作を発表。
本作からは、「遠い初恋」（アダルト・コンテンポラリー・チャート7位）と「ユア・ベイビー」（アダルト・コンテンポラリー・チャート12位）が、アメリカ盤シングルとしてリリースされた。
「ナウ」は、竹内まりやのアルバム"Miss M"に収録されている"Heart to Heart"のカバー曲である。

## 収録曲
1. ナウ - "Now" (Roger Nichols, Dean Pitchford) - 3:46
2. 輝く船出 - "Sailing on the Tide" (Tony Peluso, John Bettis) - 4:21
3. 幸福過ぎて - "You're Enough" (Richard Carpenter, J. Bettis) - 3:46
4. 遠い初恋 - "Make Believe It's Your First Time" (Bob Morrison, Johnny Wilson) - 4:07
5. 二人の想い出 - "Two Lives" (Mark Jordan) - 4:32
6. ジ・エンド・オブ・ソング - "At the End of a Song" (R. Carpenter, J. Bettis) - 3:42
7. オーディナリー・フール - "Ordinary Fool" (Paul Williams) - 3:40
8. プライム・タイム・ラヴ - "Prime Time Love" (Mary Unobsky, Danny Ironstone) - 3:10
9. ユア・ベイビー - "Your Baby Doesn't Love You Anymore" (Larry Weiss) - 3:51
10. 愛は永遠に - "Look To Your Dreams" (R. Carpenter, J. Bettis) - 4:28

## 参加ミュージシャン
- カレン・カーペンター - ボーカル
- リチャード・カーペンター - ボーカル、キーボード
- トニー・ペルーソ - ギター
- ティム・メイ - ギター
- ジェイ・ディー・マネス - スティール・ギター
- デニス・バディマー - アコースティック・ギター
- フレッド・タケット - アコースティック・ギター
- ジョー・オズボーン - ベース
- チャック・デルモニコ - ベース
- ロン・タット - ドラムス
- エド・グリーン - ドラムス
- ラリー・ロンディン- ドラムス
- パウリーニョ・ダ・コスタ - パーカッション
- ピーター・リモニック - パーカッション
- ジョン・フィリップス - サックス
- トム・スコット - サックス、フルート
- アール・ダムラー - オーボエ、イングリッシュホルン
- シェリドン・ストークス - フルート、リコーダー
- チャック・フィンドレー - フリューゲルホーン、トランペット
- ロン・ゴロー - フリューゲルホーン
- ジョン・オーディノ - フリューゲルホーン
- ゲイル・レヴァント - ハープ
- ショーン・ファーロング - シンセサイザー・プログラミング
- The O. K. Chorale - バッキング・ボーカル